# Mühlbach (Erlauf)
Der Mühlbach ist ein linker Nebenfluss der Erlauf bei Petzenkirchen in Niederösterreich.
Der Mühlbach wird nördlich von Wieselburg rechtsseitig aus der Erlauf ausgeleitet und fließt über Breiteneich, wo der Preßbach und später der Schöllenbach als rechte Zubringer münden, weiter nach Kendl, um dort wieder in die Erlauf einzufließen. Sein Einzugsgebiet umfasst 8,1 km² in weitgehend offener Landschaft.